# Чернобылит
Чернобылит — антропогенный (техногенный) минерал — кристаллический силикат циркония с высоким содержанием урана (от 6 до 12 масс.%) в виде твёрдого раствора. Химический состав очень близок к природному ортосиликату циркония — циркону (ZrSiO4), отличающемуся высоким содержанием урана, и описывается формулой (Zr0.96-0.90U0.05-0.10)SiO4.
Обнаружен в виде дипирамидальных кристаллов размером от 5 до 500 мкм в кориуме, образовавшемся в результате чернобыльской катастрофы в виде лавовоподобного стеклообразного материала, образовавшегося в результате расплавления активной зоны ядерного реактора 4 блока. Чернобылит очень радиоактивен из-за высокого содержания урана и загрязнения продуктами деления.